# Sim (Fluss)
Der Sim (russisch Сим; baschkirisch Эҫем) ist ein rechter Nebenfluss der Belaja im europäischen Teil Russlands.

## Beschreibung
Der Sim entspringt an der Westseite des südlichen Ural im Westen der Oblast Tscheljabinsk und fließt zunächst durch ein enges und steiles Tal in Richtung Norden. Er erreicht die Stadt Sim und biegt kurz darauf nach Westen ab. In Minjar mündet der Fluss Minjar ein.
Nachdem der Sim rund 30 km weiter westlich die Stadt Ascha durchflossen hat, erreicht er die Grenze der Republik Baschkortostan. Hier verlässt er den Ural und wendet sich in südwestliche Richtung. Er durchfließt nun eine sumpfige Ebene mit zahlreichen Altarmen und Flussschlingen, ehe er rund 20 km südöstlich von Ufa in die Belaja einmündet.
Am Sim liegt die Höhle von Ignatjewka, die für ihre mesolithischen Höhlenmalereien bekannt ist.
In der eisfreien Zeit von April bis November ist der Sim auf seinem Unterlauf schiffbar.

## Tierwelt und Ökologie
Der Fluss und seine Umgebung bieten zahlreichen Tierarten Lebensraum. Im Fluss selbst finden sich zahlreiche Fischarten, darunter Barsche, Hechte, Döbel und Schleien. Amphibien wie Erdkröten, Moor- und Seefrosch und Reptilien wie die Ringelnatter und verschiedene Eidechsen nutzen den Fluss, seine Uferböschungen oder die von ihm gebildeten Sümpfe, Auwälder und Überschwemmungsgebiete als Lebensraum oder Laichplatz.
Daneben leben am Sim viele Vogelarten wie Graureiher, Flussregenpfeifer, Rohrsänger, Austernfischer, Eisvögel und verschiedene Stelzen. Für sie bilden die dichten Uferwälder, die Ufervegetation, die Uferböschungen und der Fluss selbst Nistraum und Jagdrevier.
Zu den am Sim beheimateten Säugetieren zählen verschiedene Nagetiere, darunter Bisamratten und der Burunduk, sowie Europäische und Amerikanische Nerze.
Der Sim ist jedoch auch einer der am stärksten verschmutzen Flüsse der Oblast Tscheljabinsk. Abwässer der am Fluss gelegenen Ortschaften und Industriebetriebe belasten den Fluss ebenso wie Hausmüll, der direkt in den Fluss geworfen wird oder aus einer der am Fluss gelegenen Deponien in den Fluss gelangt.